# Арктический трилистник
Арктический Трилистник — военная база Российской Федерации на острове Земля Александры в архипелаге Земля Франца-Иосифа, рядом с посёлком Нагурское. Основная задача базы — обеспечение противовоздушной обороны.
В состав базы входит самое северное в мире капитальное здание — административно-жилой комплекс.
База является вторым военным объектом, построенным в Арктике для дислокации подразделений противовоздушной обороны Северного флота России. Первым стала военная база Северный Клевер на острове Котельный архипелага Новосибирские острова.

## Описание
Административно-жилой комплекс базы состоит из четырёх блоков основного пятиэтажного здания и трёх отдельно стоящих «эллипсов», соединённых с ним отапливаемыми крытыми галереями. Общая площадь комплекса — 14 000 м2. Здания комплекса окрашены в цвета российского флага. Административно-жилой комплекс рассчитан на автономное проживание и выполнение служебных задач гарнизоном численностью 150 человек в течение 18 месяцев, что обеспечивается хранилищами продовольствия и горючего.
Основное здание административно-жилого комплекса имеет в плане форму трёхлучевой звезды, отчего и произошло название базы. Оно стоит на сваях, заглублённых в вечную мерзлоту, и продувается снизу, поэтому не заметается снегом даже во время сильных бурь. Отапливаемый нижний этаж — технический, предназначен для коммуникаций. В центре здания (блок Г), на пересечении лучей, находится атриум, над центральной опорой которого (одновременно являющейся флагштоком) размещена застеклённая смотровая площадка, с которой контролируется вся территория базы.
В «эллипсах», находящихся между «лучами» центрального здания и соединённых с ним галереями, находятся:
- в одном — лазарет, тренажёрный и актовый залы;
- во втором — столовая с кухней и складом продовольствия;
- в третьем — кабинеты командования и учебные классы, именно здесь расположен основной вход в помещения военной базы (хотя технические выходы на улицу есть в каждом здании)[6].

Помимо основного здания административно-жилого комплекса, в состав базы входят:
- дизельная электростанция из четырёх блоков общей мощностью 4 тысячи киловатт;
- водоочистительная станция на 700 тонн воды, получаемой путём обеззараживания снега в снегоплавильных установках СПУ-15;
- береговая насосная станция для пополнения запасов топлива — получения горюче-смазочных материалов от танкера и перекачки на склад;
- канализационно-очистные сооружения с блоком приема и накопления сточных вод;
- комплекс термического обезвреживания отходов;
- отапливаемые гаражи для военной техники.

Технические здания соединены с административно-жилым комплексом системой крытых галерей, что позволяет личному составу военной базы не выходить на улицу в неблагоприятную погоду. Есть на базе и православная часовня, построенная из дерева.

## История
Восстановление военной базы[уточнить] на Земле Александры начало обсуждаться ещё в 2004 году. Строительство объекта велось с 2007 года, однако лишь в 2015 году информация об Арктическом Трилистнике стала доступна прессе.
Подразделение дивизии противовоздушной обороны Северного флота России дислоцировано на Земле Александры с ноября 2014 года. В первые годы оно базировалось во временных сооружениях.
Строительство Арктического Трилистника велось в сложных климатических условиях арктической пустыни, все необходимые материалы и оборудование (десятки тысяч тонн) завозились через Северный морской путь в течение четырёх месяцев летней навигации. В июле 2015 года гражданскими строителями объекта была объявлена забастовка в связи с задержкой оплаты труда, после чего персонал был заменён. По состоянию на осень 2015 года сообщалось о 97-процентной строительной готовности объекта и планах по окончанию строительства в 2016 году. В декабре 2020 года министр обороны России сообщил о полном завершении обустройства военной базы.
Также была реконструирована и удлинена до 3500 метров грунтовая взлётно-посадочная полоса аэродрома «Нагурское» в целях приёма всех типов самолётов в любое время года.
В марте 2017 года на военной базе побывал президент России Владимир Путин. С 2018 года на базе дислоцирована 71-я тактическая группа (арктическая) Северного флота. В её состав входят радиолокационная рота, противокорабельные ракетные комплексы «Бастион», зенитные ракетно-пушечные комплексы «Панцирь-С1» и авиационная комендатура.

## Галерея
- Общий вид административно-жилого комплекса в апреле 2016 года
- Строительная техника у стен здания административно-жилого комплекса
- Атриум административно-жилого комплекса
- Часовня